# 山內康豐
山內康豐（日语：／ Yamauchi Yasutoyo，1549年—1625年9月30日）是日本戰國時代至江戶時代初期的武將、大名。初代土佐藩藩主山內一豐的弟弟。

## 生平
天文18年（1549年），在尾張國黑田城出生。父親是尾張岩倉城城主織田信安的家臣山內盛豐。家中四男。之後行動不明，一説是沒有仕於織田氏，在寄身於兄長一豐以前一直過著流浪的生活。
在元龜3年（1572年）期間開始仕於織田信長的嫡男織田信忠，在信忠於本能寺之變中被明智光秀襲撃而自殺前一早就已經逃走。之後仕於溝口秀勝，後來受到兄長一豐邀請而復歸山內家並努力補佐一豐。
一豐在關原之戰後成為土佐藩藩主，康豐則在慶長6年（1601年）6月受封土佐中村2萬石。不過因為江戶幕府並沒有承認康豐的所領為土佐藩的支藩，因此亦有說法指康豐時代的中村藩並沒有被正式承認。
在慶長10年（1605年）一豐死去的同時，成為一豐養嗣子的山內忠義（康豐的長男）就任土佐藩第2代藩主。因為忠義還年輕的關係，康豐在2年間擔任後見人。在寬永2年（1625年）8月29日死去。享年76歳。家督由次男山內政豐繼承。
山內家第18代當主山內豐秋評論康豐為比兄長一豐更優秀的人物。

## 登場作品
電視劇
- 大河劇「功名十字路」（2006年 NHK 演員：玉木宏（少年期：古澤龍之））